# Paddington (cheval)
Pour les articles homonymes, voir Paddington (homonymie).
Paddington, né en 2020, est un cheval de course qui participe aux courses hippiques de plat. 

## Carrière de courses
Né en Angleterre et élevé en France, vendu pour 420 000 € à Coolmore lors des ventes de yearlings d'octobre à Deauville, Paddington manque complètement ses débuts en septembre 2022, à Ascot, lointain cinquième de son maiden. Mais il se reprend vite le mois suivant en écrasant un maiden bien fourni au Curragh. C'est tout pour son année de 2 ans. En 2013, le poulain rentre dans le traditionnel Madrid Handicap, qu'il gagne en quelques foulées, puis confirme dans une Listed au Curragh. Le voilà prêt pour son premier grand rendez-vous, les Irish 2000 Guineas. On lui oppose les deux poulains placés des 2000 Guinées, Hi Royal et Royal Scotsman, deuxième et troisième de l'Anglais Chaldean à Newmarket. Il n'en fait qu'une bouchée, et se pose en challenger de Chaldean pour le titre de meilleur 3 ans sur le mile en Europe.
Le match a lieu dans les St. James's Palace Stakes durant le meeting royal d'Ascot. Et comment on s'y attendait les deux poulains se retrouvent aux prises dans la ligne droite, mais l'explication tourne court, Paddington l'emporte sans discussion, de près de 4 longueurs. Plutôt que rester sur le mile après la course d'Ascot, comme l'avait fait Rock of Gibraltar en 2002, le poulain suit la voie empruntée par Giant's Causeway en 2000 et s'aligne dans les Eclipse Stakes. Le plateau maigrelet et la confiance d'Aidan O'Brien dans la capacité de son protégé à tenir 2 000 mètres, ne sont pas pour rien dans cette décision. Mais Paddington n'a pas gagné d'avance : si deux des quatre partants sont condamnés à faire de la figuration, une championne se dresse sur sa route, Emily Upjohn, jument de tenue, gagnante morale des Oaks l'année passée, et qui vient de dominer avec la manière une édition de la Coronation Cup de haute de volée. Elle est la meilleure jument d'âge en Europe. Mais elle a beau l'attaquer dans la ligne droite, Paddington s'avère le plus fort et enchaîne une sixième victoire d'affilée, et un troisième groupe 1. Au cœur de l'été, Paddington affronte la redoutable Inspiral dans les Sussex Stakes, mais tandis que la jument rend les armes, rebutée par le terrain trop lourd, le champion poursuit son sans faute et remporte un quatrième groupe 1 d'affilée en dominant le Français Facteur Cheval.  
Voilà Paddington sur le point de faire mieux que le fameux coup de cinq du "Roc", Rock of Gibraltar, le champion de Coolmore qui avait aligné cinq groupe 1 en quatre mois. Il lui faut pour cela s'imposer dans les International Stakes. On ne se bouscule pas pour l'affronter, il y a quatre partants seulement, mais parmi eux deux durs à cuire : la jument Nashwa, au palmarès long comme le bras, et surtout le 5 ans Mostahdaf, arrivé tard à maturité et qui reste sur un impressionnant succès dans les Prince of Wales's Stakes. Celui-ci, monté par un Lanfranco Dettori en feu pour sa dernière saison de jockey, durcit la course et ne laisse jamais Paddington l'approcher, un Paddington écœuré qui se laisse même ravir le premier accessit par Nashwa. Un Paddington qui a peut-être donné tout ce qu'il pouvait donner. Pour sa dernière course de la saison, les Queen Elizabeth II Stakes, il affronte un lot exceptionnel. C'est le mile de l'année, même si Inspiral a renoncé cette fois, découragée par le terrain lourd. Face à lui la championne irlandaise Tahiyra, son alter ego chez les pouliches, Nashwa, toujours là au plus haut niveau, le revenant Chaldean et deux Français ambitieux : Facteur Cheval et Big Rock, qui reste sur trois deuxièmes place de groupe 1. Jamais dans le coup, Paddington ne peut qu'assister, de loin, à l'envolée de Big Rock, qui laisse à 6 longueurs Facteur Cheval et Tahiyra. Alors qu'il avait l'occasion de se racheter dans le Breeders' Cup Mile, dont il était l'un des grands favoris, Paddington voit ses plans contrecarrés par une infection respiratoire qui l'oblige à déclarer forfait aux États-Unis. C'est donc sur une fausse note que le poulain fait ses adieux à la compétition pour se consacrer au joies du haras.      

### Résumé de carrière
| Date        | Hippodrome  | Pays        | Course                    | Statut      | Distance    | Jockey       | Place       | Écart       | Vainqueur ou deuxième |
| 2022, 2 ans | 2022, 2 ans | 2022, 2 ans | 2022, 2 ans               | 2022, 2 ans | 2022, 2 ans | 2022, 2 ans  | 2022, 2 ans | 2022, 2 ans | 2022, 2 ans           |
| ----------- | ----------- | ----------- | ------------------------- | ----------- | ----------- | ------------ | ----------- | ----------- | --------------------- |
| 2 septembre | Ascot       | Royaume-Uni | Maiden                    |             | 1 400 m     | Ryan Moore   | 5e / 8      | 8           | City of Kings         |
| 13 octobre  | Curragh     | Irlande     | Maiden                    |             | 1 400 m     | S. Heffernan | 1er / 20    | 5           | Rochester Mike        |
| 2023, 3 ans |             |             |                           |             |             |              |             |             |                       |
| 26 mars     | Naas        | Irlande     | Memorial Madrid           | Handicap    | 1 400 m     | Ryan Moore   | 1er / 7     | 1 ¾         | Duke of Leggagh       |
| 1er mai     | Curragh     | Irlande     | Tetrarch Stakes           | Listed      | 1 600 m     | S. Heffernan | 1er / 6     | 1 ½         | Drumroll              |
| 27 mai      | Curragh     | Irlande     | Irish 2000 Guineas        | Gr. 1       | 1 600 m     | Ryan Moore   | 1er / 11    | 2           | Cairo                 |
| 20 juin     | Ascot       | Royaume-Uni | St. James's Palace Stakes | Gr. 1       | 1 600 m     | Ryan Moore   | 1er / 9     | 3 ¾         | Chaldean              |
| 8 juillet   | Sandown     | Royaume-Uni | Eclipse Stakes            | Gr. 1       | 2 000 m     | Ryan Moore   | 1er / 4     | 1/2         | Emily Upjohn          |
| 2 août      | Goodwood    | Royaume-Uni | Sussex Stakes             | Gr. 1       | 1 600 m     | Ryan Moore   | 1er / 5     | 1 ½         | Facteur Cheval        |
| 23 août     | York        | Royaume-Uni | International Stakes      | Gr. 1       | 2 060 m     | Ryan Moore   | 3e / 4      | 1 ¼         | Mostahdaf             |
| 21 octobre  | Ascot       | Royaume-Uni | Queen Elizabeth II Stakes | Gr. 1       | 1 600 m     | Ryan Moore   | 9e / 11     | 35          | Big Rock              |

## Au haras
À l'issue de sa carrière, Paddington rejoint le haras irlandais de Coolmore et entame sa première saison de monte à 55 000 € la saillie.

## Origines
En une décennie, le prix de saillie de Siyouni, le père de Paddington, est passé de 7 000 € à 150 000 € : jamais un étalon faisant la monte en France (il est stationné au Haras de Bonneval, en Normandie) n'a été proposé à un tel tarif. Il faut dire que ce vainqueur du Prix Jean-Luc Lagardère sous les couleurs de l'Aga Khan est devenu l'un des meilleurs étalons d'Europe, père notamment des champions Sottsass, St Mark's Basilica et Laurens. 
La famille maternelle de Paddington porte la marque de l'élevage Wildenstein. La mère, Modern Eagle, a remporté une Listed et donné un autre poulain black-type, Maspteriece (par Mastercraftsman), placé de Listed. Elle est issue d'une lignée de jument ayant réalisé de grandes performances pour la casaque Wildenstein, toutes lauréates de groupe 1. Millionaia, la deuxième mère de Paddington, est une fille de Peintre Célèbre qui se classa deuxième du Prix de Diane en 2004 et n'a plus été revue par la suite. À la génération précédente on retrouve Moonlight Dance, une lauréate du Prix Saint-Alary qui a donné également Fencing Master (par Oratorio), deuxième des Dewhurst Stakes, et Memoire (par Sadler's Wells), autrice de Ming Dynasty (King's Best), lauréat du Prix du Conseil de Paris. Enfin Moonlight Dance est une fille de la championne des années 70 Madelia, invaincue en quatre courses et autrice d'un printemps parfait : Poule d'Essai des Pouliches, Prix Saint-Alary et Prix de Diane, avant de devenir une excellente poulinière en donnant Claude Monet (par Affirmed), vainqueur des Dante Stakes (Gr.2) et Marignan (Blushing Groom), deuxième du Prix du Jockey Club.

### Pedigree
| Origines de Paddington (GB), mâle alezan né en 2020 | Origines de Paddington (GB), mâle alezan né en 2020 | Origines de Paddington (GB), mâle alezan né en 2020 | Origines de Paddington (GB), mâle alezan né en 2020 |
| --------------------------------------------------- | --------------------------------------------------- | --------------------------------------------------- | --------------------------------------------------- |
| Père Siyouni                                        | Pivotal                                             | Polar Falcon                                        | Nureyev                                             |
| Père Siyouni                                        | Pivotal                                             | Polar Falcon                                        | Marie d'Argonne                                     |
| Père Siyouni                                        | Pivotal                                             | Fearless Revival                                    | Cozzene                                             |
| Père Siyouni                                        | Pivotal                                             | Fearless Revival                                    | Stufida                                             |
| Père Siyouni                                        | Sichilla                                            | Danehill                                            | Danzig                                              |
| Père Siyouni                                        | Sichilla                                            | Danehill                                            | Razyana                                             |
| Père Siyouni                                        | Sichilla                                            | Slipstream Queen                                    | Conquistador Cielo                                  |
| Père Siyouni                                        | Sichilla                                            | Slipstream Queen                                    | Country Queen                                       |
| Mère Modern Eagle                                   | Montjeu                                             | Sadler's Wells                                      | Northern Dancer                                     |
| Mère Modern Eagle                                   | Montjeu                                             | Sadler's Wells                                      | Fairy Bridge                                        |
| Mère Modern Eagle                                   | Montjeu                                             | Floripedes                                          | Top Ville                                           |
| Mère Modern Eagle                                   | Montjeu                                             | Floripedes                                          | Toute Cy                                            |
| Mère Modern Eagle                                   | Millionaia                                          | Peintre Célèbre                                     | Nureyev                                             |
| Mère Modern Eagle                                   | Millionaia                                          | Peintre Célèbre                                     | Peinture Bleue                                      |
| Mère Modern Eagle                                   | Millionaia                                          | Moonlight Dance                                     | Alysheba                                            |
| Mère Modern Eagle                                   | Millionaia                                          | Moonlight Dance                                     | Madelia (famille 1-p)                               |